# TDEL
Thick-film dielectric electroluminescent (TDEL) technology (Electroluminescencia Dieléctrica de película gruesa) es una tecnología de pantalla plana desarrollada por la compañía canadiense iFire Technology Corp. en los años 90. TDEL se basa en la tecnología Electroluminescencia Inorgánica (Inorganic Electroluminescence, IEL) también utilizada en TFEL (Thin-Film Electroluminescence) que está comercialmente disponible y ha sido desarrollada desde los años 70. La tecnología TFEL tuvo dificultad para mostrar correctamente colores completos, el azul en particular. Esto se resuelve con TDEL que utiliza la tecnología Color by Blue (Color por Azul) patentada por iFire.

## Tecnología

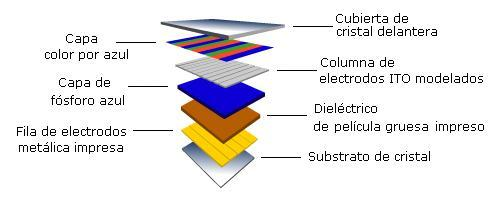
Tecnología TDEL de pantalla plana.

Basada en la tecnología IEL, TDEL tiene una estructura que combina procesos de película gruesa y fina. Un dispositivo IEL genera la luz aplicando un campo eléctrico alternativo a fósforos luminescentes inorgánicos. Las pantallas tradicionales de IEL son brillantes, muy rápidas en tiempo de respuesta de video y altamente tolerantes a condiciones ambientales extremas. Sin embargo, la carencia de capacidad de color completo y de escalabilidad a gran tamaño ha limitado su uso en el mercado de consumidores habituales de televisión. La tecnología iFire trata estas limitaciones substituyendo el dieléctrico de película fina, de la tecnología tradicional de IEL, por un diseño patentado de película gruesa, y un material de alta constante dieléctrica. El resultado es una tecnología de pantalla plana que proporciona pantallas con un buen funcionamiento y bajo coste potencial.
La estructura de TDEL está desarrollada sobre un substrato de vidrio consistente en una capa dieléctrica de película gruesa y una capa de fósforo de película fina situadas entre dos grupos de electrodos para formar una matriz de píxeles. Parece complejo, pero básicamente trabaja cuando los fósforos emiten luz en presencia de un campo eléctrico. TDEL utiliza fósforos en estado sólido en vez de líquidos (como con LCD), gases (como con PDP) o vacío (como en TRC), de este modo es probablemente la nueva tecnología más robusta, siendo menos propensa a descargas y vibraciones.
TDEL ha ido introduciendo continuas mejoras para conseguir una capacitad de color completa en las pantallas. En septiembre de 1997 iFire presentaba su primer prototipo de 5 pulgadas que utilizaba un fósforo de emisión blanco y filtros para definir los colores RGB (Color por Blanco). Esta técnica inicial de Color por Blanco fue seguida por un diseño modelado de dos fósforos, donde uno de ellos proporcionaba el color azul mientras que el otro combinado con filtros de color proporcionaba el rojo y el verde. Esto fue ampliado posteriormente en un diseño modelado de tres fósforos fabricado usando las deposiciones sucesivas del fósforo interpoladas con los tres pasos de modelado fotolitográfico (el proceso 'Triple modelado') para generar directamente los tres colores RGB.

### Color By Blue
En 2003, iFire anunció el desarrollo de un proceso, conocido como Color By Blue™ (Color por Azul), que simplifica el proceso de fabricación para TDEL. La simplificación del proceso de fabricación de Color por Azul fue posible gracias a mejoras del funcionamiento del fósforo inorgánico azul de iFire. El proceso Color por Azul alcanza una luminancia y un color superior al proceso previo de 'Triple Modelado', así como un mayor contraste, un mejor rendimiento de escala de grises y una gran uniformidad de color a través de la pantalla.
Color por Azul se basa en la física de fotoluminescencia. Con él, la alta luminancia del fósforo azul inorgánico de iFire se utiliza conjuntamente con una conversión de color de los materiales, que absorben la luz azul y remiten la luz roja o verde, para generar los otros colores. Esta fluorescencia es posible porque los fotones en la luz azul funcionan a frecuencias más altas que en las otras luces, y por lo tanto tienen mayor energía. Con óptima conversión de color de los materiales los factores de conversión y el espectro de color de la pantalla excederán los requisitos de los sistemas de HDTV y hay muchas cosas más ok.
Maria y Antonio

## Características y mercado
Además de su durabilidad, el reclamo más atractivo de TDEL es su bajo coste de producción. Según los fabricantes, TDEL reduce a la mitad sus costes de fabricación con respecto a otras tecnologías como LCD o PDP.

Con la creciente convergencia de computadoras y entretenimiento, la tecnología de pantallas está llegando a ser muy importante. Los fabricantes buscan combinar las pantallas de televisión y ordenadores manteniendo un bajo coste frente a las tecnologías de pantalla de plasma, TRC y LCD. iFire, a lo largo de su fase de desarrollado, ha mejorado el prototipo inicial de 17 pulgadas hasta conseguir una pantalla a todo color de 34 pulgadas.

La tecnología TDEL de iFire se encuentra en una importante fase de desarrollo debido a su bajo coste y facilidad de fabricación, dos factores que han superado al LCD y otras tecnologías de pantalla caras. iFire pide que la tecnología TDEL esté en equilibrio para convertirse en la alternativa escogida y de alto rendimiento para el amplio mercado de consumidores de televisiones de pantalla plana. Las aplicaciones en pantallas para PC aparecerán a medida que iFire continúe mejorando y ampliando sus tecnologías.

### Ventajas
- Respuesta de video rápida y de larga duración.
- Bajo coste de fabricación.

## Abreviaturas
- TRC Tubo de Rayos Catódicos
- LCD Pantalla de Cristal Líquido
- PDP Plasma Display Panel